# John W. Bush
John William Bush (geboren am 17. September 1909 in Columbus, Ohio; gestorben am 4. März 2002 in Naples, Florida) war ein amerikanischer Unternehmer, Staatsminister sowie Regierungsbediensteter. Von 1961 bis 1972 war er Mitglied der Interstate Commerce Commission.

## Leben
Der Sohn von William Hayden Bush und Esther Brushart besuchte die öffentlichen Schulen in Portsmouth, Ohio. 1927 schloss er die High School ab. Anschließend begann er ein Studium am Virginia Polytechnic Institute. 1931 erlangte er den Abschluss B. S. in Business Administration.
Von 1932 bis 1937 arbeitete für die Standard Oil Company of Louisiana in Arkansas. Danach stieg er als Verkäufer in das Kraftstoff-Handelsunternehmen seines Onkels T. K. Brushart in Portsmouth ein. Bis 1949 war er in diesem Geschäft tätig. 1946 gründete er mit der Ohio System Inc. ein Wirtschaftsprüfer- und Steuerberatungsunternehmen.
Von 1941 bis 1945 war er Stadtrat in Portsmouth. 1944 kandidierte er als demokratischer Herausforderer erfolglos gegen den Republikaner Edward Oscar McCowen um einen Sitz im Repräsentantenhaus der Vereinigten Staaten. 1945 wurde er vom neu gewählten Gouverneur von Ohio, Frank J. Lausche, in die Small Business Commission berufen. Ab 1949 bis 1957 war er im Kabinett von Frank J. Lausche für den Einkauf zuständig (Purchasing agent). Danach arbeitete er wieder als Wirtschaftsprüfer und Steuerberater. Ab dem 12. Januar 1959 leitete John W. Bush im Kabinett von Michael DiSalle das Wirtschaftsressort. Daneben war er Chairman der Old Judge Food Corporation und saß im Aufsichtsrat der R. C. Williams & Company.
Am 13. März 1961 wurde John W. Bush von Präsident John F. Kennedy als Demokrat für den vakanten Sitz von Anthony F. Arpaia in der Interstate Commerce Commission mit einer restlichen Laufzeit bis zum 31. Dezember 1964 nominiert. Nach der Bestätigung durch den US-Senat am 24. März 1961 legte er am 3. April 1961 den Amtseid ab. Seine Amtszeit wurde nach erneuter Nominierung bis zum 31. Dezember 1971 verlängert. 1966 war er turnusgemäß Vorsitzender der ICC.
Als seinen Nachfolger nominierte Richard Nixon am 23. März 1972 Alfred MacFarland. Die Nominierung von MacFarland als Demokrat war umstritten, so dass der Senat sie nicht bestätigte. Am 1. November 1972 erfolgte durch Nixon die Interims-Berufung (Recess appointment) von MacFarland. John Bush gab an, dass er sein Amt noch nicht aufgegeben hätte und er bis zur regulären Wahl eines Nachfolgers im Amt bliebe, die Berufung damit ungültig sei. Sein Büro wurde jedoch unmittelbar nach dem Amtsantritt von MacFarland geräumt.
John W. Bush war zweimal verheiratet. 1932 heiratete er Mary Elizabeth van Doren (1906–1943). Mit ihr hatte er zwei Kinder. 1962 heiratete er die Sekretärin des Democratic National Committee, Dorothy Vredenburgh (1916–1991).